# 巴爾托洛梅奧·韋內托
巴爾托洛梅奧·韋內托（Bartolomeo Veneto，活躍於1502-31年）是一位義大利畫家，曾在威尼斯、威尼托（大陸）和倫巴第工作。在威尼斯期間，他師從真蒂萊·貝利尼。關於巴爾托洛梅奧生平的現有資訊很少，只有他的簽名、日期和銘文。他最著名的作品是肖像畫或具有肖像畫特徵的畫作。巴爾托洛梅奧後來的作品，尤其是在米蘭委託創作的作品，表明受到了藝術家列奧納多·達·文西的影響。

## 作品
《Flora》（1515年）目前被認為是巴爾托洛梅奧的作品，這個未知的人物身份不明，被認為（也許是錯誤的）是盧克雷齊亞·波吉亞。這幅畫接近風俗畫，可能是對喬爾喬內包括《勞拉》在內的類似畫作的回應。巴爾托洛梅奧將人物置於黑色背景前，這一主題在他後來的畫作中也得到體現，例如《聖凱瑟琳》、《莎樂美與施洗者聖約翰的頭》和《彈魯特琴的姑娘》。